# Budeč (hrad)
Hrad Budeč stával na břehu Budečského rybníka, u obce Budeč v okrese Jindřichův Hradec, naproti zámku. Dnes zde stojí kaple Panny Marie Sněžné.
Historie budečského hradu byla pravděpodobně krátká. Vystavět ho zřejmě nechali páni z Trnavy; poprvé se objevuje v letech 1251–1271 v predikátech Wernarda a Oldřicha z Budče. V polovině 14. století jej získali Ranožírovci, přičemž z držitelů z tohoto rodu známe Beneše z Budče, zmiňovaného roku 1346. Někdy v této době také došlo k opuštění hrádku, neboť zmínka o tvrzi z roku 1538 se již vztahuje k nedalekému zámku.